# Museu Wajima de Arte Urushi
O Museu Wajima de Arte Urushi (japonês: 石川県輪島漆芸美術館) é um museu localizado em Wajima, Japão. O museu é especializado em arte lacada.

## História
O museu foi inaugurado em 1991, originalmente o museu continha 300 obras na sua inauguração, em 2021, foi registrado haver 1428 obras de arte que o museu continha. Em agosto de 2020, o museu organizou uma exposição virtual por meio da plataforma Google Arts & Culture. Em junho de 2021, foi realizada a cerimônia de ampliação do acervo do museu. Este é o primeiro museu do Japão especializado em arte em laca. O design do prédio é inspirado no prédio da escola de Shogakuin.

## Coleções
O museu contém exposições que explicam a história e as características da arte lacada. O museu contém obras de laca de artistas contemporâneos, bem como uma coleção de peças de laca de diferentes países do Leste e Sudeste Asiático. Algumas das obras de laca vêm de pessoas de academias de arte. O museu contém exposições sobre Wajima-nuri. O museu contém vídeos sobre os artigos de laca japoneses. Em novembro de 2014, o museu sediou uma exposição chamada "Wajima Lacquer Art Artists 20th Anniversary", exibindo obras de artistas locais ativos. Em junho de 2015, o museu expôs 70 obras oriundas do período Edo, obras essas relacionadas a fantasmas ou demônios da mitologia japonesa. Em setembro de 2015, pinturas Kikumaki feitas por artistas de laca foram exibidas no museu. Além disso, na exposição de setembro de 2015, foi apresentado no museu o conjunto Maki-e Kaioke, ferramenta utilizada em casamentos do período Edo. Em dezembro de 2020, o museu organizou uma exposição com 45 obras de laca de sete países e regiões diferentes, que também contaram com jogos de saquê e tigelas. Em fevereiro de 2021, o museu organizou uma exposição de trabalhos de 153 alunos de cinco escolas primárias, usando as técnicas de Shikin, incluindo esculturas de flores, gatos, libélulas e vinhas. Em novembro de 2021, em comemoração ao 30º aniversário da inauguração do museu, foi apresentada uma exposição sobre a história da arte lacada em Wajima, intitulada "Made in Wajima - The Age of Lacquer" com 92 obras da segunda metade do século XIX.